# Palude salata alluvionale del Tigri e dell'Eufrate
Le paludi della Mesopotamia, note anche come paludi dell'Iraq, sono una zona umida situata in Iraq meridionale, Iran sud-occidentale e, in parte, Kuwait settentrionale. Si sviluppano prevalentemente nelle pianure alluvionali del Tigri e dell'Eufrate intorno alle città di Bassora, Nasiriyah e Amarah, nonché nelle aree limitrofe di Iran sud-occidentale e Kuwait settentrionale (soprattutto nell'isola di Būbiyān). In passato le paludi, ripartite nei settori separati ma adiacenti denominati paludi centrali, paludi di Hawizeh e paludi di Hammar, costituivano il più esteso ecosistema di zone umide dell'Eurasia occidentale. In questa peculiare regione vive ancora oggi il popolo degli arabi delle paludi, che ha sviluppato una cultura in stretta connessione con l'ambiente naturale, incentrata sulla raccolta di canne e riso, la pesca e l'allevamento di bufali.
La bonifica di parte delle paludi ebbe inizio negli anni '50 e continuò negli anni '70 per destinare terreni all'agricoltura e agli impianti di estrazione petrolifera. Alla fine degli anni '80 e '90, durante la presidenza di Saddam Hussein, il processo di bonifica subì un'accelerazione, allo scopo di sfrattare gli abitanti delle paludi dalla zona. Nel 2003, la superficie delle paludi era ormai stata ridotta al 10% di quella originaria. Dopo il rovesciamento di Hussein da parte degli americani, nel 2003, le paludi riconquistarono parte della superficie originaria, ma poi la siccità e la costruzione di dighe a monte in Turchia, Siria e Iran hanno ostacolato il processo di ripresa. Nel 2016 le paludi della Mesopotamia sono state inserite nell'elenco dei patrimoni dell'UNESCO.

## Geografia

Immagine satellitare delle paludi della Mesopotamia (2000-2009).

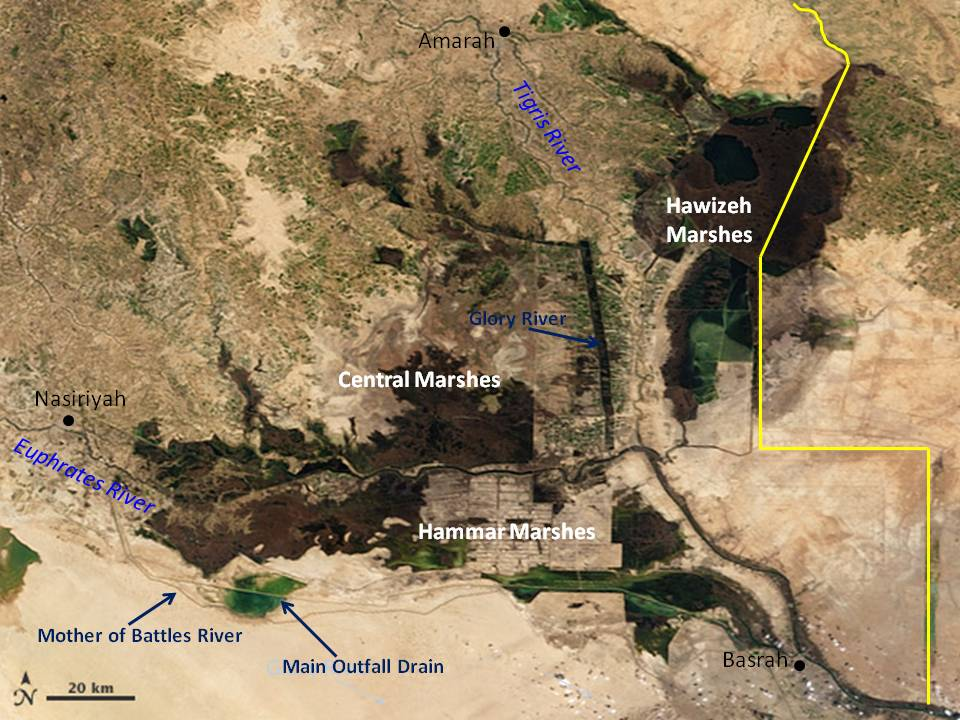
Le paludi della Mesopotamia nel 2007.

Come suggerisce il nome, le paludi fanno parte della più vasta regione che un tempo veniva chiamata Mesopotamia, un territorio che oggi è occupato non solo dall'Iraq, ma da parte della Siria orientale, dalla Turchia sud-orientale, dall'Iran sud-occidentale e dal Kuwait settentrionale. Originariamente coprivano una superficie di 20000 km² e vengono suddivise in tre settori principali: le paludi centrali, situate tra il Tigri e l'Eufrate, le paludi di Hammar, a sud dell'Eufrate, e le paludi di Hawizeh, ad est del Tigri. Prima dell'invasione dell'Iraq del 2003, circa il 90% della superficie originaria era stato bonificato.
Le paludi sorgono in una pianura alluvionale pianeggiante, dal momento che negli ultimi 300 km di corso l'Eufrate ha un dislivello di appena 12 m e il Tigri di 24. La fisionomia del terreno consente ai due fiumi di serpeggiare in meandri e di formare effluenti. L'Eufrate sbocca vicino a Nasiriyah, nelle paludi di Hammar, dalle quali esce per raggiungere ad Al-Qurnah le acque dello Shatt al-Arab. Il Tigri ha meno tendenza dell'Eufrate a mutare corso. Queste variazioni iniziano solo a valle di Amarah, dove il fiume entra nelle paludi di Hawizeh. A valle di Amarah, tuttavia, molti dei suoi affluenti provenienti dall'Iran gli consentono di riprendere vigore, tanto cha da questo punto in poi mantiene un corso costante. In passato le tre paludi erano collegate tra loro, in particolare durante i periodi di inondazione dovuti allo straripamento dei fiumi.

### Le paludi centrali
Le paludi centrali vengono alimentate dalle acque dagli effluenti del Tigri, vale a dire lo Shatt al-Muminah e il Majar al-Kabir, a sud di Amarah. Il Tigri ne delimita il confine orientale, l'Eufrate quello meridionale. Coprono una superficie di 3000 km² e sono costituite da canneti e diversi laghi permanenti, tra cui il lago Umm al Binni. Altri laghi degni di nota sono l'Al-Zikri e l'Hawr Umm Al-Binni, profondi 3 metri.

### Le paludi di Hammar

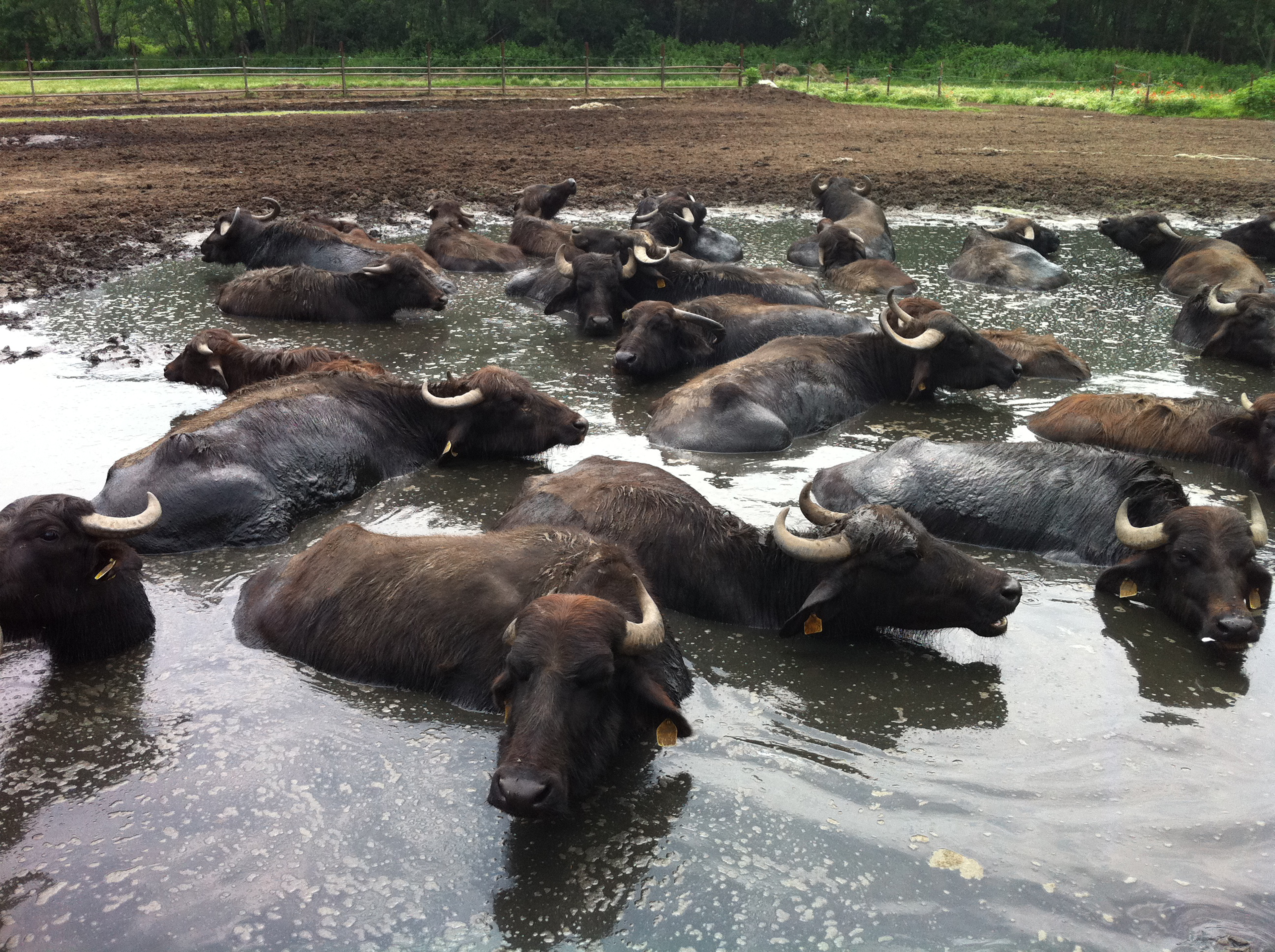
Le paludi sono abitate dai bufali. Il sigillo di uno scriba al servizio di un monarca accadico raffigura il sacrificio di un bufalo.

Le paludi di Hammar sono alimentate principalmente dall'Eufrate e si trovano a sud di esso, estendendosi ad ovest fino a Nasiriyah, ad est fino allo Shatt al-Arab e a sud fino a Bassora. Normalmente, coprono un'area di 2800 km² di paludi e laghi permanenti, ma durante i periodi di inondazione la loro superficie può raggiungere i 4500 km². Durante le inondazioni, le paludi centrali, alimentate dal Tigri, possono straripare, andando così ad alimentare le paludi di Hammar. Il lago Hammar è il più grande specchio d'acqua di queste paludi; si estende per 250 km di lunghezza e 120 di larghezza e ha una profondità compresa tra 1,8 e 3 metri. In estate, gran parte delle sponde delle paludi e dei laghi si prosciugano, lasciando allo scoperto isole che vengono utilizzate per l'agricoltura.

### Le paludi di Hawizeh
Le paludi di Hawizeh si trovano ad est del Tigri e parte di esse si trova in Iran. Il versante iraniano delle paludi, noto come Hawr Al-Azim, è alimentato dal fiume Karkheh, mentre due effluenti del Tigri, l'Al-Musharrah e l'Al-Kahla riforniscono il versante iracheno, anche se con molta meno acqua di quella apportata dal Karkheh. Durante le piene primaverili, il Tigri può scorrere direttamente nelle paludi. Le paludi vengono drenate dall'Al-Kassarah, un fiume che svolge un ruolo fondamentale nel mantenere le paludi di Hawizeh un sistema idrico aperto e impedire che diventino un bacino salato endoreico.
Le paludi si estendono per 80 km da nord a sud e circa 30 km da est ad ovest, coprendo un'area totale di 3000 km². Le zone settentrionali e centrali sono permanentemente inondate, mentre di solito quelle meridionali si ricoprono di acqua solo periodicamente. Nelle paludi permanenti si trovano una vegetazione relativamente fitta e, nelle zone settentrionali, grandi laghi profondi 6 metri. Dal momento che le paludi di Hawizeh sono quelle che hanno resistito meglio alle opere di bonifica, potrebbero fungere da serbatoio per il ripopolamento di flora e fauna delle paludi centrali e di Hammar.

## Flora e fauna

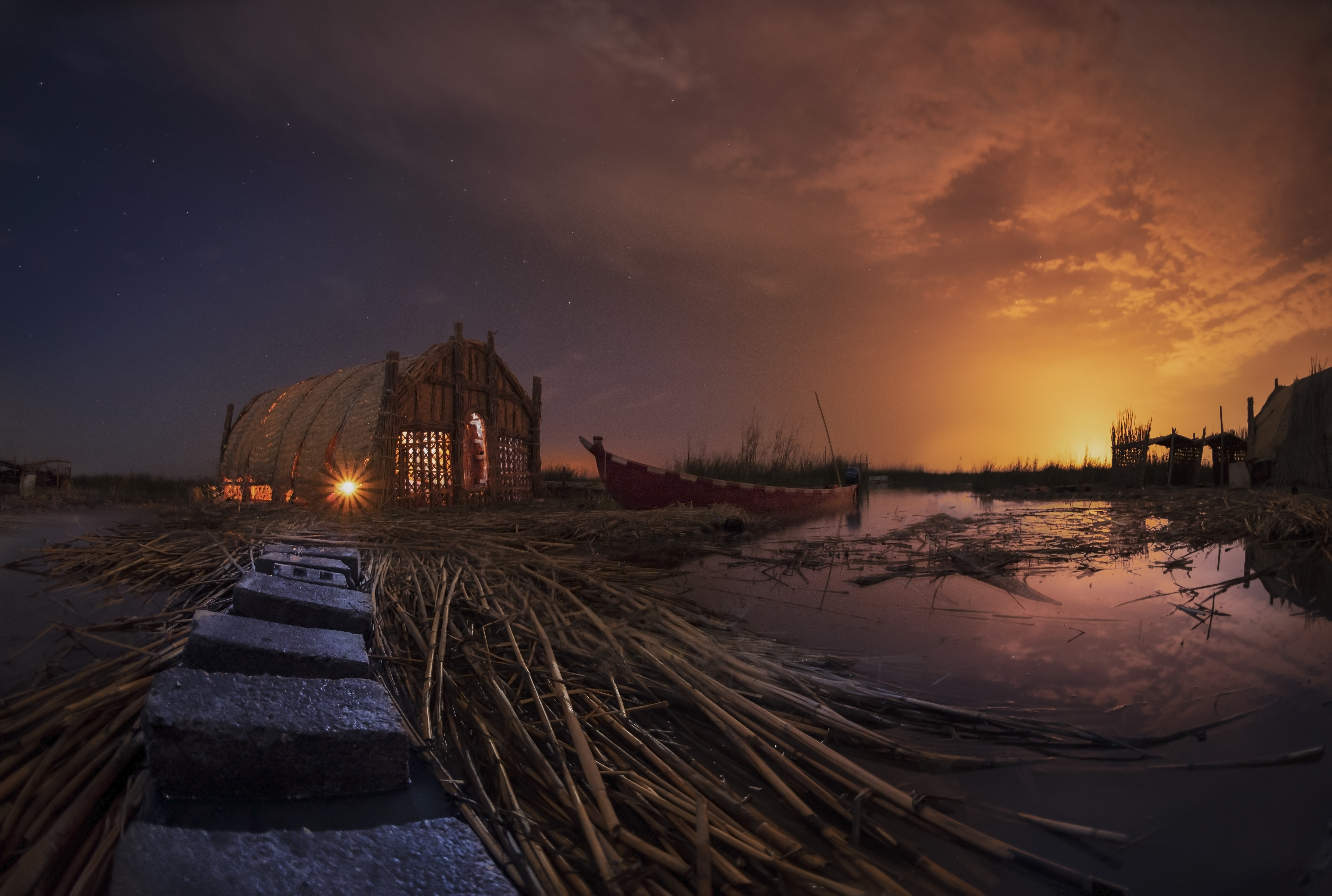
Veduta notturna delle paludi dell'Iraq meridionale, con una casa fatta di giunchi (mudhif) e una canoa (mashoof) nell'acqua (2019).

Le paludi costituiscono una distinta ecoregione di praterie e savane inondabili, nota anche come palude salata alluvionale del Tigri e dell'Eufrate. L'ecoregione comprende sia le paludi della Mesopotamia che gli stagni di Shadegan, una zona umida lungo il corso inferiore del Karun nel vicino Iran. Le paludi sono parte integrante della salute della costa, poiché filtrano gli inquinanti e i rifiuti prima che raggiungano il Golfo Persico, sebbene questa capacità si sia notevolmente ridotta dopo la loro bonifica. Le paludi fungono anche da terreno di deposizione delle uova e di crescita di varie specie costiere di pesci e gamberetti.
Nelle paludi stagionali e permanenti predominano le piante acquatiche, tra cui canne (Phragmites australis), tife (Typha domingensis) e papiri (Cyperus papyrus). Sulle isole e lungo le sponde dei fiumi si sviluppano foreste rivierasche di pioppi (soprattutto Populus euphratica), tamerici (Tamarix chinensis e T. meyeri) e salici (soprattutto Salix acmophylla).
Le paludi ospitano 40 specie di uccelli e varie specie di pesci. Esse costituiscono il limite estremo dell'areale di molte specie di uccelli. Qui vivono fenicotteri, pellicani e aironi. In passato il numero di uccelli che viveva qui era molto maggiore e le paludi costituivano un punto di sosta per molti uccelli migratori che viaggiavano dalla Siberia all'Africa. Ciononostante le paludi costituiscono tuttora un riparo per molte specie a rischio, compreso il 40-60% della popolazione totale di anatra marmoreggiata e il 90% di quella del cannareccione di Bassora. A rischio sono anche le popolazioni qui presenti di ibis sacro e aninga africana. In questa parte dell'Iraq meridionale vive anche una particolare sottospecie di cornacchia grigia, la cornacchia della Mesopotamia. Sette specie un tempo presenti, tra cui l'istrice indiana, la nesokia a coda lunga e il lupo, sono ormai scomparse dalla regione. La bonifica delle paludi ha causato un notevole calo della bioproduttività; in seguito al rovesciamento del regime di Saddam Hussein da parte della coalizione multinazionale, però, il flusso d'acqua verso le paludi è stato ripristinato e l'ecosistema ha iniziato a riprendersi.
Per molto tempo è stata ritenuta in dubbio la sopravvivenza nella regione della lontra e della sottospecie endemica maxwelli della lontra dal manto liscio, ma indagini recenti hanno confermato la presenza di entrambe.

## Popolazione
I Maʻdān, i cosiddetti arabi delle paludi, vivono in villaggi remoti costituiti da elaborate abitazioni di giunchi intrecciati, spesso raggiungibili solo in barca. Vivono quasi esclusivamente di pesca, coltivazione del riso e allevamento dei bufali. Negli anni '50 si contavano circa 500000 arabi delle paludi, ridottisi poi a circa 20000 in seguito alla bonifica e alle violente rappresaglie di Saddam; tra 80000 e 120000 trovarono riparo nel vicino Iran. Dopo l'invasione dell'Iraq del 2003, gli arabi delle paludi hanno iniziato a fare ritorno. Molti hanno addirittura abbattuto gli argini e le dighe che Saddam aveva costruito.
Il governo iracheno ha fornito loro sostegno attraverso organizzazioni come l'Iraq Cultural Health Fund, che finanzia gli arabi delle paludi nei loro sforzi per proteggere le pratiche culturali tradizionaali. Tuttavia, gli arabi delle paludi rimangono una delle popolazioni più povere dell'Iraq, che lottano per ottenere assistenza sanitaria, acqua potabile pulita e un'alimentazione adeguata.
Poiché le paludi diventano sempre più salate e inquinate, molti arabi delle paludi sono costretti ancora una volta a trasferirsi altrove. Ma anche coloro che rimangono vedono il loro stile di vita tradizionale minacciato. Le paludi fornivano il 60% del pesce pescato in Iraq, ma attualmente tale percentuale è diventata irrilevante. Questo, combinato alla mancanza di acqua potabile necessaria all'allevamento dei bufali, sta spingendo alcuni arabi delle paludi ai confini delle zone umide, dove hanno iniziato a coltivare cereali.

## Storia

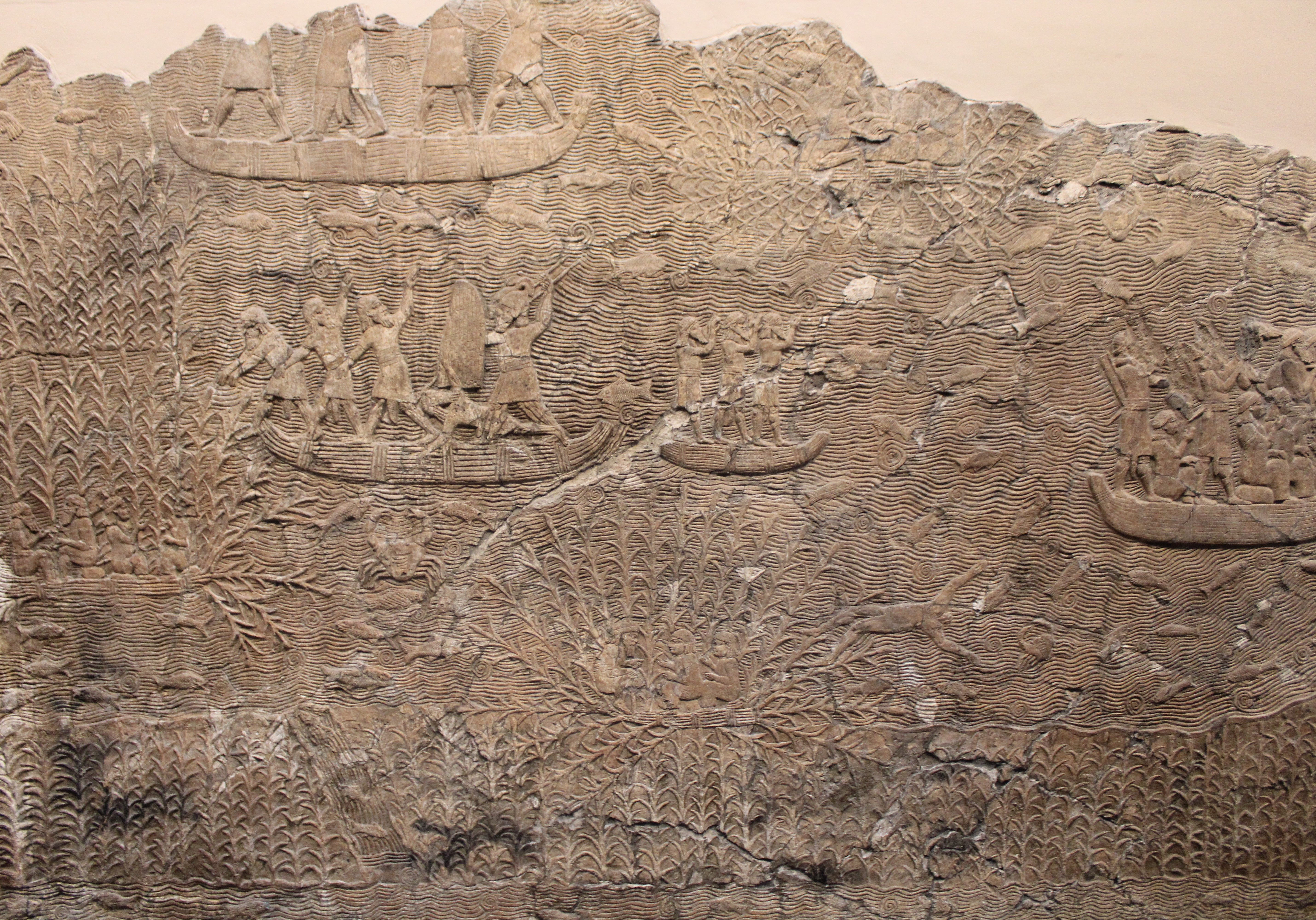
Campagna nelle paludi della Babilonia meridionale durante il regno di Assurbanipal. I soldati assiri a bordo di imbarcazioni inseguono i nemici che cercano di scappare; alcuni di essi sono nascosti tra le canne.

Nel IV millennio a.C., nella Mesopotamia meridionale, spesso definita la «culla della civiltà», emersero le prime società alfabetizzate, e sempre qui, durante il periodo di Uruk, si svilupparono le prime città e le prime burocrazie statali complesse. Grazie alla posizione geografica e alle condizioni ecologiche della Mezzaluna Fertile, una regione a forma di mezzaluna che dal bacino del Nilo in Egitto si spinge verso nord lungo la costa mediterranea di Palestina e Israele, per poi tornare di nuovo a sud lungo l'Eufrate e il Tigri verso il Golfo Persico, le varie civiltà furono in grado di sviluppare novità agricole e tecnologiche. Elemento determinante fu la disponibilità di specie vegetali commestibili selvatiche. L'agricoltura si sviluppò presto nella Mezzaluna Fertile perché in quest'area vi era grano selvatico in gran numero e specie di legumi nutrienti e facili da coltivare.
Nel X e XI secolo, nelle paludi della Mesopotamia sorse lo stato di Batihah fondato da 'Imran ibn Shahin.

### La bonifica e i successivi programmi di ripristino

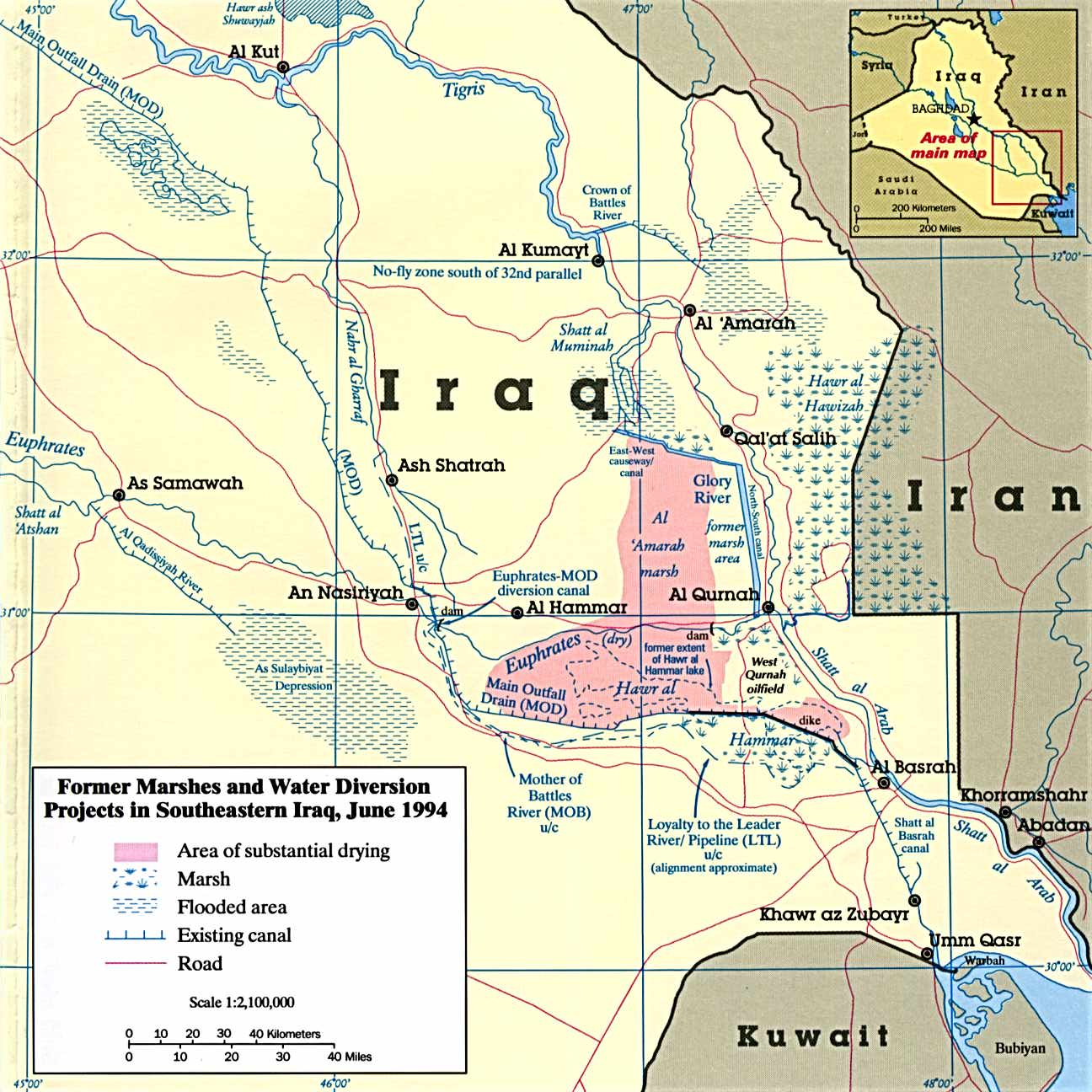
Una carta delle paludi della Mesopotami del 1994, con evidenziati i canali di bonifica.

Il processo di bonifica delle paludi della Mesopotamia ebbe inizio negli anni '50 a partire dalle paludi centrali, per poi accelerare gradualmente e interessare le altre due paludi principali, e terminò all'inizio del XXI secolo con l'invasione dell'Iraq del 2003. Inizialmente la bonifica aveva lo scopo di destinare nuovi terreni all'agricoltura e all'estrazione petrolifera, ma in seguito divenne una misura per punire gli arabi delle paludi, sciiti, in risposta alle rivolte in Iraq del 1991. La bonifica delle paludi venne realizzata soprattutto con la costruzione di dighe, argini e altre strutture di deviazione delle acque su suolo iracheno, ma è stata aggravata anche dalla costruzione di dighe a monte in Siria e Turchia.
Il programma di bonifica venne sviluppato dal governo iracheno in collaborazione con ingegneri britannici, tra cui Frank Haigh, che sviluppò il cosiddetto Rapporto Haigh nel 1951, in cui raccomandava la costruzione di un complesso di canali, chiuse e argini lungo il corso inferiore sia del Tigri che dell'Eufrate. Queste strutture di controllo delle acque potevano pertanto essere utilizzate per prosciugare le paludi e creare così terreni agricoli redditizi. Nel 1953 ebbe inizio la costruzione del Terzo Fiume, o Canale di Scarico Principale, e successivamente quella del Fiume Saddam, che avrebbe drenato l'acqua dalle paludi centrali a sud dell'Eufrate; questa sarebbe poi stata convogliata nel Golfo Persico attraverso un canale. I lavori di costruzione del Terzo Fiume e di altre opere di drenaggio, in particolare della palude di Hawizeh, progredirono rapidamente negli anni '80 durante la guerra Iran-Iraq allo scopo di offrire agli iracheni un vantaggio tattico nelle paludi. Anche una parte delle paludi di Hammar venne prosciugata nel 1985 per destinare l'area all'estrazione petrolifera.
Dopo la guerra del Golfo del 1991, i musulmani sciiti dell'Iraq meridionale si ribellarono contro Saddam Hussein, che a sua volta represse la ribellione e accelerò ulteriormente il prosciugamento delle paludi centrali e delle paludi di Hammar per sfrattare gli sciiti che vi avevano trovato rifugio. Con l'eccezione della stazione di pompaggio e drenaggio di Nasiriyah, il Terzo Fiume, lungo 565 km, venne completato nel 1992 e altri due canali, quasi paralleli ad esso, furono costruiti a sud. Uno, il canale Madre delle Battaglie, venne costruito per deviare il flusso dell'Eufrate e impedire che alimentasse le paludi di Hammar a sud. L'altro, il canale Fedeltà al Leader, lungo 240 km, noto anche come canale delle acque dolci di Bassora, che ha origine nella regione del basso Eufrate, raccoglieva l'acqua dal fiume Gharraf e la deviava a valle dell'Eufrate, verso Bassora, lontano dalle paludi centrali e a valle delle paludi di Hammar. Un altro canale, il fiume della Gloria, venne costruito per deviare l'acqua dagli effluenti del Tigri e convogliarla nell'Eufrate vicino alla confluenza tra i due fiumi ad Al-Qurna.
Al momento dell'invasione dell'Iraq del 2003, le paludi avevano perso il 90% della loro superficie originaria. Le paludi centrali e quelle di Hammar erano state quasi completamente prosciugate e rimaneva appena il 35% della superficie originaria delle paludi di Hawizeh. Dopo l'invasione, la gente del posto distrusse le dighe. Gli sforzi congiunti del governo iracheno, delle Nazioni Unite, delle agenzie statunitensi e una serie di precipitazioni record in Turchia contribuirono ad avviare il ripristino delle paludi. Alla fine del 2006, il 58% della superficie originaria delle paludi era stato nuovamente inondato. Nel 2009 venne completata la stazione di pompaggio e drenaggio di Nasiriyah, che ha consentito di sfruttare il Terzo Fiume per irrigare i terreni agricoli. La recente siccità e la continua costruzione di dighe a monte in Turchia, Siria e Iran, tuttavia, avevano ridotto le paludi a circa il 30% della loro dimensione originaria già prima del 2009. La Turchia ha costruito almeno 34 dighe sui fiumi Tigri ed Eufrate, minacciando il ripristino delle paludi.
Dopo aver recuperato il 75% circa delle dimensioni originarie nel 2008, le zone umide erano nuovamente diminuite al 58% della superficie pre-bonifica nella primavera del 2015. Nel frattempo, con l'abbassamento del livello dell'acqua, la salinità è aumentata fino a 15000 parti per milione in alcune aree, rispetto alle 300-500 ppm degli anni '80. «Quando il livello dell'acqua del fiume era alto, il Tigri, a basso contenuto salino, inondava le paludi, le ripuliva e spingeva i residui salini nel più salato Eufrate, che scorre lungo il margine occidentale. Ma ora il Tigri è così basso che è l'Eufrate a fornire il maggior apporto di acqua alle paludi».
La priorità del governo iracheno, inoltre, è di fornire d'acqua le città che sorgono lungo il Tigri e lo Shatt al-Arab, azione che comporta un'ulteriore riduzione del flusso verso le paludi.

### Minacce dovute al cambiamento climatico e all'inquinamento
Le temperature nella regione sono aumentate di oltre 0,5 °C ogni decennio: questo ha provocato siccità in Iraq e negli altri paesi del bacino idrografico del Tigri e dell'Eufrate. Questa riduzione di acqua, unita alla costruzione di dighe a monte, ha causato la frammentazione delle tre paludi principali in dieci paludi più piccole.
Nel Tigri e nell'Eufrate vengono scaricate enormi quantità di liquami non trattati e altri inquinanti, che vengono trasportati a valle nelle paludi, degradandone ulteriormente la qualità dell'acqua.